# Короткопалый ястреб
Короткопалый ястреб (лат. Tachyspiza soloensis) — вид хищных мигрирующих птиц из семейства ястребиных (Accipitridae).

## Описание

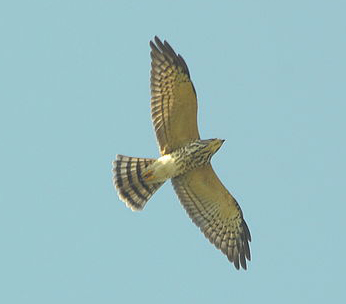
Молодой A. soloensis, о. Сулавеси

Короткопалый ястреб достигает длины 25-35 см, размах крыльев 52—62 см; самки крупнее самцов и весят от 125 до 204 г, тогда как самцы — от 106 до 140 г. Очень похож на самца малого перепелятника, но поперечный рисунок на нижней стороне тела у взрослых особей практически отсутствует, пальцы сравнительно короткие. Взрослые особи отличаются хорошо заметными черными кончиками крыльев. Самец серый сверху, белый снизу, радужка глаз красная. У самки рыжая грудь и кроющие подкрыльев и желтые глаза. У молодых серая нижняя часть головы, коричневатая нижняя часть тела и желтые глаза, как и у самки. Верхняя поверхность тела с пестринами, а на бедрах имеются поперечные полоски. Черные кончики крыльев у них не столь заметны.

## Распространение
Гнездовой ареал находится в восточном Китае, простирается к западу до Сычуани, а к югу до Гуанси, Гуандуна и Тайваня. На севере изолированный участок ареала охватывает приграничные районы Китая, Корейский полуостров и самый юг Приморского края России. 

### В России
В России гнездится в южном Приморье к северу примерно до 45-й параллели. Гнезда найдены всего несколько раз в окрестностях Владивостока.  Регистрировался на о-вах Римского-Корсакова в заливе Петра Великого.
Занесен в Красную книгу России.

### На зимовках
Зимует в Индонезии и на Филиппинах, мигрирует через значительную часть Юго-Восточной Азии.

## Питание
В местах зимовки в основном питается цикадами. В местах размножения предпочитает водно-болотные угодья, где питается
в основном лягушками, а также другими мелкими позвоночными и насекомыми. Гнездится  в лесах, обычно где-то на опушках. Численность популяции оценивают в 268 000—667 000 половозрелых особей.